# Super Castlevania IV
Super Castlevania IV (en Japón Akumajō Dracula 悪魔城ドラキュラ Akumajō Dorakyura, traducido literalmente como Devil's Castle Dracula) es un videojuego de acción-aventura desarrollado y publicado por Konami el 31 de octubre de 1991 en Japón, 3 de diciembre en Norteamérica, y el 27 de agosto de 1992 en Europa. Fue el primer videojuego de la serie Castlevania en aparecer para la videoconsola Super Nintendo aprovechándose de las mejores características técnicas en comparación con su predecesora, la videoconsola Nintendo Entertainment System, apoyado en un hardware de 16 bits y ayudado de múltiples efectos como el Modo 7.
Aunque es otro remake del juego Castlevania de Nintendo Entertainment System, en realidad es una secuela de Castlevania II: Simon's Quest (pero igual tampoco forma parte de la cronología oficial).
Más tarde fue relanzado para la consola virtual de Wii en 2006.

## Trama
La familia Belmont, a través de generaciones (en anteriores entregas de la serie lanzadas por ejemplo para Nintendo, o MSX) había destruido a Drácula cada vez que volvía a campar sobre la faz de la Tierra. En esta ocasión el vampiro reaparecía ayudado por un ejército de seres infernales y clásicos a la vez, que incluía a una suerte de monstruo de Frankenstein, la Momia, e incluso un familiar lejano de la mitológica Medusa.

## Diseño del juego
A través de doce fases, el jugador va adentrándose en los dominios de Drácula, desde los muros exteriores hasta las estancias más elevadas de su castillo, siguiendo el clásico desarrollo de los juegos de plataformas de la época: saltos de una superficie a otra, combate con enemigos hasta llegar al jefe final de cada fase, avance habitual de izquierda a derecha. Una de las cosas que hizo destacable al juego fue el poder usar el látigo en las 8 direcciones, además de poder usarlo manteniendo pulsado el botón de ataque para crear un tipo de barrera contra los proyectiles que nos lancen así como atacar a enemigos que estén alejados del alcance de nuestro látigo. También el personaje es capaz de avanzar arrastrándose por el suelo para entrar a lugares de difícil ingreso y así mismo el látigo también sirve para poder colgarnos de ciertas superficies y alcanzar mayores distancias.

## Recepción
Considerado una obra maestra del género (fue premio al mejor juego del año en Estados Unidos), Super Castlevania IV marcó una época en la historia de la franquicia de Konami, así como en la propia de los videojuegos. Diversos elementos hicieron posible dicha consideración:
- Una banda sonora de gran calidad muy por encima de lo realizado antes en un videojuego.
- Mucha jugabilidad, debido a la combinación de fases fáciles y difíciles.
- Utilización de las capacidades de la consola para crear efectos visuales sorprendentes así como pantallas gráficamente atractivas.